# Punctus
Genre
Punctus est un genre d'araignées aranéomorphes de la famille des Phrurolithidae.

## Distribution
Les espèces de ce genre sont endémiques de Chine.

## Liste des espèces
Selon World Spider Catalog (version 24.5, 13/09/2023) :
- Punctus maoxian Mu & Zhang, 2023
- Punctus taibai Mu & Zhang, 2023

## Systématique et taxinomie
Ce genre a été décrit par Mu et Zhang en 2023 dans les Phrurolithidae.

## Publication originale
- Mu & Zhang, 2023 : « Further additions to the guardstone spider fauna from China (Araneae: Phrurolithidae). » Zootaxa, no 5338(1), p. 1-104.